# Randall (Minnesota)
Pour les articles homonymes, voir Randall.
Randall est une ville américaine située dans le Comté de Morrison, dans le Minnesota. Selon le recensement de 2010, sa population est de 650 habitants.